# Usługa kluczowa
Usługa kluczowa – usługa, która ma kluczowe znaczenie dla utrzymania krytycznej działalności społecznej lub gospodarczej.